# Michi Gaigg
Michi Gaigg (Michaela Gaigg, * 22. April 1957 in Schörfling am Attersee) ist eine österreichische Violinistin und Dirigentin sowie Musikpädagogin mit dem Schwerpunkt Barockmusik.
Sie ist Begründerin von L’arpa festante München und des L’Orfeo Barockorchesters sowie seit 2003 Festivalintendantin der Donaufestwochen im ober- und niederösterreichischen Strudengau. 2008 wurde sie mit dem Großen Bühnenkunstpreis des Landes Oberösterreich ausgezeichnet. 

## Werdegang und Tätigkeit
Michi Gaigg studierte Violine am Salzburger Mozarteum, wo sie entscheidende Impulse für ihren späteren musikalischen Werdegang von Nikolaus Harnoncourt erhielt, später studierte sie Barockvioline bei Ingrid Seifert und Sigiswald Kuijken. Sie spielte in verschiedenen Ensembles, beispielsweise unter den Dirigenten Frans Brüggen, Alan Curtis, Christopher Hogwood, René Jacobs sowie Hermann Max und gründete 1983 mit L’arpa Festante ihr erstes Orchester, das sie bis 1995 leitete.
Nach Aufenthalten in London, Den Haag, München, Köln, Straßburg und Tübingen kehrte sie nach Österreich zurück und gründete 1996 gemeinsam mit Carin van Heerden das L’Orfeo Barockorchester. Sie begann ihre pädagogische Laufbahn 1987 am Konservatorium Straßburg und unterrichte von 1994 bis 2017 an der Anton Bruckner Privatuniversität Linz Alte Musik und Historische Aufführungspraxis.
Im Juli 2024 wurde bekanntgegeben, dass Norbert Trawöger als Nachfolger von Michi Gaigg ab 2025 die Donaufestwochen leiten soll.

## Aufführungen
Zu den von ihr maßgeblich mitgestalteten Opernaufführungen im Rahmen der Donaufestwochen auf der Greinburg zählen (Auswahl): 
- Don Quichotte auf der Hochzeit des Comacho von Georg Philipp Telemann
- Zaide von Wolfgang Amadeus Mozart (2005)
- Romeo und Julie von Georg Anton Benda (2007)
- Die wüste Insel (deutschsprachige Spätfassung der Oper L’isola disabitata) von Joseph Haydn
- Almira, Königin von Castilien von Georg Friedrich Händel (2009)
- Orpheus oder Die wunderbare Beständigkeit der Liebe von Georg Philipp Telemann (2012)

## Auszeichnungen
- 2007 Bühnenkunstpreis des Landes Oberösterreich[5]
- 2011 Kulturmedaille des Landes Oberösterreich[6]
- 2016 Heinrich-Gleißner-Preis[7]